# Oxalate de baryum
L’oxalate de baryum est un composé chimique de formule BaC2O4. Il s'agit d'un solide blanc, inodore, pratiquement insoluble dans l'eau. Son polymorphe α cristallise dans le système triclinique selon le groupe d'espace P1 (no 2).

## Hydrates
On connaît plusieurs hydrates de l'oxalate de baryum :
- l'hémihydrate BaC2O4·0,5H2O, qui a la même structure cristalline que la forme anhydre[4] ;
- le monohydrate BaC2O4·H2O, qui perd son eau de cristallisation vers 140 à 150 °C pour donner la forme anhydre[5]. Il cristallise dans le système monoclinique selon le groupe d'espace C2/m (no 12)[6] ;
- le dihydrate BaC2O4·2H2O, qui  cristallise également dans le système monoclinique mais selon le groupe d'espace P21/c (no 14)[7] ;
- l'hydrate BaC2O4·3,5H2O, qui cristallise également dans le système monoclinique mais selon le groupe d'espace  C2/c (no 15)[8].

## Obtention et utilisations
On peut obtenir l'oxalate de baryum en faisant réagir du chlorure de baryum BaCl2 avec une solution d'acide oxalique H2C2O4 ou de l'oxalate d'ammonium (NH4)2C2O4 :
BaCl2 + H2C2O4 ⟶ BaC2O4↓ + 2 HCl ;
BaCl2 + (NH4)2C2O4  ⟶ BaC2O4↓ + 2 NH4Cl.
L'oxalate de baryum monohydraté est utilisé en pyrotechnie et comme réactif analytique.